# 释宝菡
释宝菡（1921年10月—2020年10月27日），俗姓吴，男，辽宁抚顺人，中国佛教僧人，曾任中国佛教协会常务理事，天津市佛教协会会长，天津大悲院方丈。